# Aziz Atiya
Aziz Suryal Atiya (koptisch: Ⲁⲍⲓⲍ Ⲥⲟⲩⲣⲓⲁⲗ Ⲁϯⲁ, arabisch عزيز سوريال عطية‎; * 5. Juli 1898; † 24. September 1988) war ein ägyptischer Koptologe und Historiker.

## Leben
Atiya wurde in einem kleinen ägyptischen Ort namens al-Aysha in der Provinz Al-Gharbiyya geboren. Im Alter von fünf Jahren sandten ihn seine Eltern auf eine Schule in Kairo. Nach dem Studium in Kairo, das er 1927 mit einem Diplom des Higher Training College abschloss, ging er nach Liverpool, um dort an der Universität seine Studien weiterzuführen. Er schloss das Studium in mittelalterlicher und moderner Geschichte 1931 mit einem B.A. ab und ging an die Universität London, wo er seine Studien mit einer Promotion in arabischen und islamischen Studien im Jahre 1933 abschloss. 1935 ging er von London nach Bonn, wo er Dozent und Honorarprofessor für mittelalterliche orientalische Geschichte an der Universität Bonn am Orientalischen Seminar von Paul Kahle war. Im September 1939 zwang ihn der Ausbruch des Zweiten Weltkrieges nach Ägypten zurückzukehren. Dort wurde er Schulinspektor für Geschichte und Professor für mittelalterliche Geschichte an der Universität Kairo.
1941 heiratete er seine Frau Lola. Aus dieser Ehe gingen zwei Kinder hervor.
Im Jahre 1942 erhielt Atiya einen Gründungslehrstuhl für mittelalterliche Geschichte an der damals im Aufbau befindlichen Universität Alexandria, den er bis 1952 innehatte. Von 1952 bis 1954 war er Dekan des Geschichtsinstituts. Von 1950 bis 1951 hielt Atiyah Vorlesungen in den USA.
Ab 1954 lehrte er als Professor an verschiedenen Universitäten in Michigan, Columbia, Indiana und Princeton, dann als Mitglied des Institute for Advanced Study in Princeton. Danach baute er das Zentrum für Studien der arabischen und mittelöstlichen Kultur an der Universität von Utah auf.
In der J. Marriott Library der University of Utah befindet sich eine Abteilung, die ihm zu Ehren den Namen Aziz S. Atiya Middle East Library trägt. Die Bibliothek bewahrt auch den schriftlichen Nachlass von Atiya unter dem Namen The Aziz Suryal Atiya Papers (1927-1993) auf, der zu Forschungszwecken eingesehen werden kann.
Aziz Atiya sprach mehrere Sprachen, darunter fließend Englisch, Arabisch und Französisch ferner Deutsch, Italienisch, Latein und zu einem geringeren Grad Spanisch, Griechisch, Koptisch und Türkisch.

## Forschung und Lehre
1934 publizierte er sein Werk über die Schlacht von Nikopolis – The crusade of Nicopolis (Neuauflage 1978), das aus den Studien für seine Promotion hervorgegangen war. Im Rahmen dieser Studien hatte Atiyah eine Reise nach Bulgarien unternommen.
1938 veröffentlichte Atiyah seine umfangreiche Arbeit  The crusade in the later Middle Ages. Diese hatte er bereits im Vorwort zu The crusade of Nicopolis angekündigt, den er als deren letztes Kapitel bezeichnete. Nicht zuletzt für dieses Werk ehrte ihn die Universität von Liverpool mit einem Doctor of Letters.
1946 unternahm er eine durch die britische Militäradministration finanzierte Expedition zur Pentapolis von Kyrenaika.
Von 1949 bis 1950 nahm er an einer Expedition zum Katharinenkloster auf der Sinai-Halbinsel teil, die von der American Foundation for the Study of Man und der Universität von Alexandria gemeinsam durchgeführt wurde. Bei dieser Gelegenheit hielt er die noch im Kloster vorhandenen Manuskripte auf Mikrofilm fest. Überhaupt hat sich Atiya während seiner gesamten wissenschaftlichen Arbeit immer wieder mit der Sammlung von Manuskripten, Papyri und Knocheninschriften beschäftigt.
Ab 1960 widmete Atiya sich dem Aufbau des Middle East Center (MEC) an der University of Utah in Salt Lake City sowohl in der Lehre als auch von 1962 bis 1967 in der Administration. In dieser Zeit unternahm er auch zwei Reisen nach Ägypten, um wichtige Beiträge für die heute nach ihm benannte Abteilung der Bücherei zu sammeln.
Im Mai 1966 entdeckte Atiya elf Papyrusfragmente bei Forschungsarbeiten auf der Suche nach koptischen und arabischen Papyri in New York im Metropolitan Museum of Art. Das Museum hatte die Fragmente 1947 käuflich erworben. Atiya erkannte sehr schnell eine Verbindung zu dem Faksimile Nr. 1 aus dem Buch Abraham von Joseph Smith. Am 27. November 1967 wurden die Papyri dann an die Kirche Jesu Christi der Heiligen der Letzten Tage übergeben. Allgemein wird heute anerkannt, dass die Fragmente Texte aus dem Buch der Toten und aus dem Buch des Atmen enthalten.
1967 verlieh die Brigham Young University Atiya einen Ehrendoktortitel in Jura. Im gleichen Jahr ehrte die University of Utah ihn für seine Verdienste in Forschung, Lehre und Verwaltung mit der Verleihung des Titels Distinguished Professor of History.
Ab 1991 war Atiya als Herausgeber des mehrbändigen Werkes The Coptic Encyclopedia tätig. Studien dazu finden sich in seinem Nachlass. Nach seinem Tod 1988 vollendete seine Frau Lola die Herausgabe.
Atiya ist Autor von zahlreichen Aufsätzen und Rezensionen in einschlägigen Zeitschriften und Sammelbänden. Viele Veröffentlichungen Atiyas wurden neu aufgelegt beziehungsweise in andere Sprachen übersetzt.

## Schriften (Auswahl)
- The crusade of Nicopolis. Reprint from the edition of London 1934. AMS Press, New York 1978, ISBN 0-404-15410-7.
- The crusade in the later Middle Ages. Reprint from the edition of London 1938. Kraus, New York 1965.
- The monastery of St. Catherine in Mount Sinai. Imprenta Misr S.A.E., Le Caire 1950.
- The Arabic manuscripts of Mount Sinai. A hand-list of the Arabic manuscripts and scrolls microfilmed at the library of the Monastery of St. Catherine, Mount Sinai. (Foreword by Wendell Phillips). Johns Hopkins Press, Baltimore 1955.
- Crusade, commerce, and culture. Indiana University Press, Bloomington 1962.
- The crusade. Historiography and bibliography. Indiana University Press, Bloomington 1962.
- Kreuzfahrer und Kaufleute. Die Begegnung von Christentum und Islam. (Aus dem Amerikanischen von Rudolf Bockholdt). W. Kohlhammer, Stuttgart 1964.
- A history of eastern Christianity.  Methuen, London 1968.
- The Copts and Christian civilization. Frederick William Reynolds Association, Salt Lake City 1979, ISBN 0-87480-145-1.
- The Coptic Encyclopedia. MacMillan, New York 1991, ISBN 0-02-897025-X.